# Mischa Zickler
Mischa Zickler (* 1966) ist ein österreichischer Autor und Fernsehproduzent.

## Leben
Mischa Zickler begann seine Tätigkeit 1987 beim Hörfunk des ORF. 1995 wurde er erster Programmchef der österreichweiten Radiokette FM4. Er war jahrelang Regisseur der Sendungen von Stermann & Grissemann sowie Moderator der Ö1-Sendung Matrix. Er moderierte auch einige Spezialsendungen, wie z. B. den Radio-Songcontest Scype (Song Contest for Youth Programs in Europe).
Danach wechselte Zickler zum ORF-Fernsehen, wo er bis 2004 blieb. Dort entwickelte er die Fernsehformate Taxi Orange und Starmania, die der ORF bislang in zwei bzw. vier Staffeln produzierte und die beide auch ins Ausland verkauft wurden (siehe Music Star). Als freier Produzent entwickelte er Musical! Die Show, 13 und Helden von morgen.
Ab 2004 war Zickler jeweils mehrere Jahre für RTL, ProSieben und SAT.1 tätig, zuletzt als Unterhaltungschef von SAT.1.

## Auszeichnungen
Mischa Zickler wurde mehrfach ausgezeichnet, darunter 2001 (für Taxi Orange) sowie 2003 (für Starmania, gemeinsam mit Arabella Kiesbauer und Tobias Krause) mit dem österreichischen Fernsehpreis Romy.
2013 gewann er mit Howard Donald, Palina Rojinski und Nikeata Thompson den Deutschen Fernsehpreis für Got to Dance.
Als Autor erhielt er 1998 den Andreas-Reischek-Preis für die Hörspielserie Blauberg und 2006 den Radiopreis der Erwachsenenbildung in der Sparte Kultur für die Serie Junk – Das Leben eine Seifenoper. 2018 wurde er für Spaziergänge eines einsamen Träumers mit dem Hörspielpreis der Kritik bei den ORF Hörspielpreisen ausgezeichnet.

## Werke

### Hörspiele
- Seerauch, Regie: Petra Feldhoff (WDR 2017)[10]
- Spaziergänge eines einsamen Träumers, Buch & Regie (ORF 2017)[9]
- Silvester im August, Buch & Regie (ORF 2019)

## Filmografie (Auswahl)
- 2018: Tatort: Die Faust (Drehbuch)
- 2019: Walking on Sunshine (Drehbuch)
- 2020: Familiensache (Fernsehserie, Drehbuch)[11]
- 2022: Tage, die es nicht gab (Fernsehserie)
- 2022: Schrille Nacht (Fernsehfilm)